# Districtul Waritchaphum
Waritchaphum (în thailandeză วาริชภูมิ) este un district (Amphoe) din provincia Sakon Nakhon, Thailanda, cu o populație de 51.067 de locuitori și o suprafață de 476,125 km².

## Componență
Districtul este subdivizat în 5 subdistricte (tambon), care sunt subdivizate în 71 de sate (muban).
| Nr. | Nume         | În thailandeză | Sate | Locuitori |  |
| --- | ------------ | -------------- | ---- | --------- |  |
| 1.  | Waritchaphum | วาริชภูมิ         | 20   | 13,870    |  |
| 2.  | Pla Lo       | ปลาโหล         | 16   | 11,910    |  |
| 3.  | Nong Lat     | หนองลาด        | 11   | 7,505     |  |
| 4.  | Kham Bo      | คำบ่อ           | 18   | 13,378    |  |
| 5.  | Kho Khiao    | ค้อเขียว         | 6    | 4,404     |  |